# Tiago Fleming Outeiro
Tiago Fleming de Oliveira Outeiro (n. 10 de junho de 1976) é um bioquímico e cientista português.

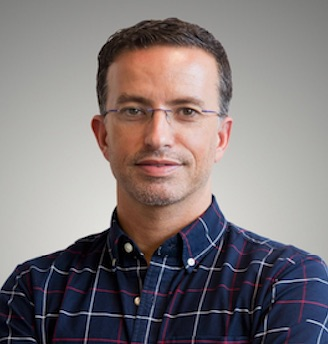

## Biografia
Na Faculdade de Ciências da Universidade do Porto fez a licenciatura em bioquímica, tendo estudado também na Universidade de Leeds através do Programa Erasmus.
No Whitehead Institute for Biomedical Research, MIT (Estados Unidos da América), fez a sua tese de doutoramento.
Na revista Science foram publicados dois artigos co-assinados por si e por Susan Linquist do Whitehead Institute.
No Departamento de Neurologia do Hospital Geral de Massachusetts, Harvard Medical School fez o Pós-doutoramento (estudo de doenças neurodegenerativas como Parkinson e Alzheimer.
Voltou a publicar um importante estudo na revista Science sobre o papel protector da sirtuina 2 em modelos celulares e animais de doença de Parkinson, abrindo assim uma nova área de investigação.
Regressou a Portugal em 2007 para liderar a Unidade de Neurociência Celular e Molecular no Instituto de Medicina Molecular, Lisboa. É também professor de Fisiologia da Faculdade de Medicina de Lisboa.
Actualmente, e Professor Catedrático na University Medical Center Goettingen, Alemanha, onde dirige o Department of NeuroDegeneration and Restorative Research.
Desde 2017, é também Professor de Neurociência da Universidade de Newcastle.
É Professor Convidado da Faculdade de Medicina da Universidade de Zagreb, na Croácia, e é atualmente Professor Visitante da UFRJ, Rio de Janeiro, Brasil.